# Newton (Illinois)
Pour les articles homonymes, voir Newton.
La ville de Newton est le siège du comté de Jasper, situé dans  l’État de l’Illinois, aux États-Unis. Sa population s’élevait à 2 849 habitants lors du recensement de 2010, estimée à 2 790 habitants en 2016.